# Тан-Гебвиллер
Тан-Гебвиллер (фр. Thann-Guebwiller, код INSEE — 686) — округ региона Эльзас во Франции. Один из четырёх округов департамента Верхний Рейн. Округ был образован 1 января 2015 года слиянием округов Гебвиллер и Тан.
Тан-Гебвиллер находится в центре департамента и граничит на юге с округами Альткирш и Мюлуз, на севере с округом Кольмар-Рибовилле, на востоке с Германией. В состав округа полностью входят 2 кантона (Серне, Гебвиллер) и частично кантоны Энсисем, Мазво и Венценайм.
Административным центром округа (супрефектурой) является коммуна Тан. На 2015 год супрефектом округа является Даниель Мериньарг.